# Hylesia darlingi
Hylesia darlingi är en fjärilsart som beskrevs av Dyar 1915. Hylesia darlingi ingår i släktet Hylesia och familjen påfågelsspinnare. Inga underarter finns listade i Catalogue of Life.